# Błud
Błud (także Budy, Budyj) – możny ruski z końca X wieku, który odegrał ważną rolę w walkach o tron kijowski.
Był wojewodą księcia kijowskiego Jaropełka. Przekupiony przez Włodzimierza Wielkiego spiskował przeciwko Jaropełkowi w Kijowie, nakłonił władcę do ucieczki do Rodni, a następnie bezpośrednio doprowadził do jego zabójstwa. Zdradziecka działalność Błuda spotkała się z surowym potępieniem ze strony twórców latopisów. Włodzimierz w dowód wdzięczności powierzył Błudowi wychowanie swojego syna Jarosława.
W 1018 roku Błud walczył u boku Jarosława z Polakami podczas wyprawy kijowskiej Bolesława I Chrobrego. Zgodnie z relacją Powieści minionych lat przez bitwą nad Bugiem miał lżyć polskiego króla. Według późniejszych dziejopisów w bitwie tej poniósł śmierć.